# Verbandsgemeinde Bad Hönningen
Die Verbandsgemeinde Bad Hönningen ist eine Gebietskörperschaft im Landkreis Neuwied in Rheinland-Pfalz. Der Verbandsgemeinde gehören die Stadt Bad Hönningen sowie drei weitere Ortsgemeinden an, der Verwaltungssitz ist in der namensgebenden Stadt Bad Hönningen.
Das Gebiet der Verbandsgemeinde liegt am Mittelrhein nordwestlich von Neuwied.

## Verbandsangehörige Gemeinden
| Ortsgemeinde, Stadt            | Fläche (km²) | Einwohner |
| ------------------------------ | ------------ | --------- |
| Bad Hönningen, Stadt           | 20,09        | 6.173     |
| Hammerstein                    | 7,20         | 338       |
| Leutesdorf                     | 10,79        | 1.775     |
| Rheinbrohl                     | 17,20        | 4.165     |
| Verbandsgemeinde Bad Hönningen | 55,29        | 12.451    |

(Einwohner am 31. Dezember 2023)

## Bevölkerungsentwicklung
Die Entwicklung der Einwohnerzahl bezogen auf das Gebiet der heutigen Verbandsgemeinde Bad Hönningen; die Werte von 1871 bis 1987 beruhen auf Volkszählungen:
| Jahr | Einwohner |
| 1815 | 3.909     |
| 1835 | 4.884     |
| 1871 | 5.487     |
| 1905 | 7.965     |
| 1939 | 9.960     |
| 1950 | 11.350    |

| Jahr | Einwohner |
| 1961 | 12.495    |
| 1970 | 12.412    |
| 1987 | 11.697    |
| 1997 | 12.224    |
| 2005 | 12.002    |
| 2023 | 12.451    |

## Politik

### Verbandsgemeinderat
Der Verbandsgemeinderat Bad Hönningen besteht aus 28 ehrenamtlichen Ratsmitgliedern, die bei der Kommunalwahl am 9. Juni 2024 in einer personalisierten Verhältniswahl gewählt wurden, und dem hauptamtlichen Bürgermeister als Vorsitzendem.
Die Sitzverteilung im Verbandsgemeinderat:
| Wahl | SPD | CDU | Grüne | FDP | FW | FWG | Gesamt   |
| ---- | --- | --- | ----- | --- | -- | --- | -------- |
| 2024 | 9   | 13  | 2     | –   | 4  | –   | 28 Sitze |
| 2019 | 11  | 12  | 4     | 1   | –  | –   | 28 Sitze |
| 2014 | 13  | 13  | 2     | –   | –  | –   | 28 Sitze |
| 2009 | 14  | 12  | –     | –   | –  | 2   | 28 Sitze |
| 2004 | 13  | 13  | –     | –   | –  | 2   | 28 Sitze |

### Bürgermeister
Jan Ermtraud (parteilos, unterstützt von CDU und FDP) wurde am 1. Januar 2021 Bürgermeister der Verbandsgemeinde Bad Hönningen. Bei der Direktwahl am 25. Oktober 2020 war er mit einem Stimmenanteil von 57,2 % für acht Jahre gewählt worden. Seine Gegenkandidaten waren Jörg Scheinpflug (SPD, 28,6 %) und Petra Stirnberg (Bündnis 90/Die Grünen, 14,2 %).
Seit 2018 bis zur Amtseinführung des neuen Bürgermeisters nahm Reiner W. Schmitz (SPD) als Beauftragter die Amtsgeschäfte wahr. Bis zum 31. Dezember 2017 war Michael Mahlert (SPD) für 16 Jahre gewählter Bürgermeister der Verbandsgemeinde, zuletzt bei der Direktwahl am 11. Januar 2015 mit einem Stimmenanteil von 63,4 % für weitere acht Jahre im Amt bestätigt. Mahlert übernahm aber am 1. Januar 2018 die Aufgabe des ersten Kreisbeigeordneten bei der Kreisverwaltung Neuwied. Die damit vakante Stelle des Bürgermeisters wurde zunächst nicht über eine Neuwahl besetzt, da angenommen wurde, dass die Verbandsgemeinde voraussichtlich ab Januar 2021 durch Fusion in eine neue Gebietskörperschaft aufgehen würde. Da die Suche nach einer einvernehmlichen Lösung des Gebietsänderungsbedarfs jedoch noch unabsehbare Zeit benötigt, wurde im Januar 2020 durch Änderung des Landesgesetzes die Wahl eines Bürgermeisters ermöglicht. Diese Abstimmung sollte ursprünglich im Mai 2020 stattfinden, wurde aber aufgrund der COVID-19-Pandemie in Deutschland auf den 25. Oktober 2020 verschoben.

### Wappen
Die Blasonierung lautet: „Innerhalb eines von Schwarz, Rot und Gold dreifach geständerten Bordes gespalten und vorn geteilt; vorn oben in Silber zwei rote Balken, unten in Rot drei 2:1 schräggestellte silberne Hämmer; hinten in Silber ein durchgehendes rotes Balkenkreuz.“
Der Wappeninhalt dokumentiert die grund- und landesherrliche Vergangenheit des Verbandsgemeindebezirks. Die beiden Balken weisen auf die Herrschaft Isenburg-Arenfels hin. Die drei Hämmer, Wappen der Burggrafen von Hammerstein, deuten auf die Zugehörigkeit der Orte Nieder- und Oberhammerstein zur Burgherrschaft. Das kurtrierische Kreuz weist auf die kurtrierische Landeshoheit - Herrschaft Arenfels und Amt Hammerstein - bis 1803, außerdem auf dessen Zugehörigkeit zum Bistum Trier. Der Schildbord zeigt die Farben der Bundesrepublik Deutschland. Rechtsgültig seit 11. April 1967, Entwurf Adalbert. N. Schmitz.